# Codex Vaticanus
O Codex Vaticanus (Vaticano, Bibl. Vat., Vat. gr. 1209; no. B ou 03 Gregory-Aland, δ 1 von Soden) é um dos mais antigos manuscritos existentes da Bíblia grega (Antigo e Novo Testamento) e um dos quatro grandes códices unciais. O nome "vaticanus" deve-se ao fato de estar guardado na Biblioteca do Vaticano, pelo menos desde o século XV. Escrito em 759 folhas de velino em letras unciais, foi datado palaeograficamente como sendo do século IV.
O manuscrito tornou-se conhecido por estudiosos ocidentais por causa da correspondência entre Erasmo de Rotterdam e os prefeitos da Biblioteca do Vaticano. Partes do codex foram coligidos por vários estudiosos, mas numerosos erros foram feitos durante este processo. A relação do codex com a Vulgata não era clara e inicialmente os estudiosos não estavam cientes do valor do codex, o que mudou no século XIX, quando transcrições completas do codex foram concluídas. Foi nesse momento que os estudiosos perceberam que o texto diferia da Vulgata e do Textus Receptus.
A erudição acadêmica atual considera o Codex Vaticanus como um dos melhores textos gregos do Novo Testamento, juntamente com o Codex Sinaiticus. Até a descoberta do texto do Sinaiticus por Tischendorf, o Codex Vaticanus era inigualável. O Codex Vaticanus foi usado extensivamente por Westcott e Hort na edição de "O Novo Testamento no Grego Original", em 1881. As edições mais vendidas do Novo Testamento grego são largamente baseadas no texto do Codex Vaticanus.

## Conteúdo

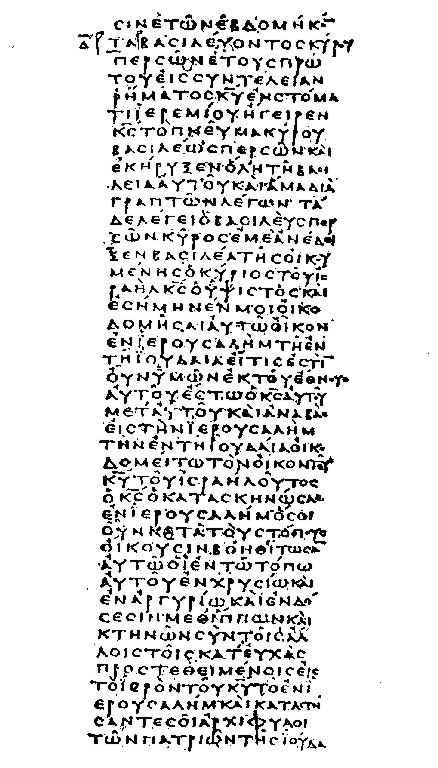
Uma seção do codex contendo 1 Esdras 2:1–8

O Codex Vaticanus originalmente continha uma cópia quase completa da Septuaginta ("LXX"), faltando apenas 1-4 Livros dos Macabeus e a Prece de Manassés. As 20 folhas originais com o Gênesis 1:1–46:28a e o Salmo 105:27–137:6b foram perdidas e foram transcritas posteriormente por um escriba no século XV.
Os versículos de II Reis 2:5–7, 10-13 também foram perdidos por causa de um rasgo em uma das páginas.
A ordem dos livros do Antigo Testamento no codex é a seguinte: De Gênesis até II Crônicas está na ordem normal, após isso a ordem é a seguinte: I Esdras; II Esdras (Esdras-Neemias); os Salmos; Livro dos Provérbios; Eclesiastes; Cântico dos Cânticos; Jó; Sabedoria; Eclesiástico; Ester; Judite; Tobias; os profetas menores de Oseias até Malaquias; Isaías; Jeremias; Baruque; Lamentações e a Epístola de Jeremias; Ezequiel e Daniel. A ordem dos livros é diferente da do Codex Alexandrinus.
O Novo Testamento existente no Vaticanus contém os Evangelhos, os Atos dos Apóstolos, as Epístolas católicas, as Epístolas paulinas e a Epístola aos Hebreus (até Hebreus 9:14, καθα[ριει); faltando a Primeira Epístola a Timóteo, a Segunda Epístola a Timóteo, a Epístola a Tito, a Epístola a Filémon e o Livro do Apocalipse. Estes livros ausentes foram complementados no século XV (fólios 760–768) e catalogados separadamente como sendo o codex minúsculo 1957. Possivelmente alguns livros apócrifos do Novo Testamento foram incluídos no fim (tal como nos códices Sinaiticus e Alexandrinus) e também é possível que o Apocalipse também não tenha sido incluído.

### Trechos que não estão no codex Vaticanus
O texto do Novo Testamento carece de várias passagens:
- Mateus 12:47; Mateus 16:2b–3; Mateus 17:21; Mateus 18:11; Mateus 23:14;[13]
- Marcos 7:16; 9:44.46; Marcos 11:26; Marcos 15:28;[14]

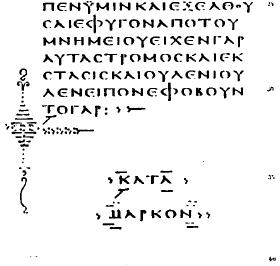
O fim do Evangelho segundo Marcos no Vaticanus contém uma coluna vazia após 16:8, sugerindo que o escriba estava ciente do término. É a única coluna vazia no Novo Testamento no codex.

- Marcos 16:9–20; —O Livro de Marcos termina em 16:8, consistente com o texto-tipo Alexandrino.[16]
- Lucas 17:36, 22:43–44;[17]
- João 5:4, (João 7:53–8:11);[18]
- Atos 8:37; Atos 15:34, Atos 24:7; Atos 28:29;[19]
- Romanos 16:24.[20][21]
- I Pedro 5:3.[22][23]

Frases que não estão no Codex Vaticanus, mas que estão em manuscritos posteriores
- Mateus 5:44 – εὐλογεῖτε τοὺς καταρωμένους ὑμᾶς, καλῶς ποιεῖτε τοῖς μισοῦσιν ὑμᾶς (bendizei aos que vos maldizem, fazei o bem aos que vos odeiam);[24]
- Mateus 10:37b – καὶ ὁ φιλῶν υἱὸν ἢ θυγατέρα ὑπὲρ ἐμὲ οὐκ ἔστιν μου ἄξιος (e quem ama o filho ou filha mais do que a mim não é digno de mim) como no Codex Bezae;[25]
- Mateus 15:6 – ἢ τὴν μητέρα (αὐτοῦ) (ou (sua) mãe);[26]
- Mateus 20:23 – καὶ τὸ βάπτισμα ὂ ἐγὼ βαπτίζομαι βαπτισθήσεσθε (e sereis batizados com o batismo com que eu sou batizado), como no codex Sinaiticus, D, L, Z, Θ, 085, f1, f13, it, Syriac Sinaiticus (syrs), syrc, copsa.[27]
- Marcos 10:7 – καὶ προσκολληθήσεται πρὸς τὴν γυναῖκα αὐτοῦ (e se unirá à sua mulher), como nos codex Sinaiticus, Codex Athous Lavrensis, 892, ℓ 48, Sinaitic Palimpsest (syrs), Codex Argenteus.[28]
- Marcos 10:19 – μη αποστερησης omitido (tal como nos codex K, W, Ψ, f1, f13, 28, 700, 1010, 1079, 1242, 1546, 2148, ℓ 10, ℓ 950, ℓ 1642, ℓ 1761, syrs, arm, geo) mas acrescentado mais tarde por um revisor (B2).[29]
- Lucas 9:55–56 – και ειπεν, Ουκ οιδατε ποιου πνευματος εστε υμεις; ο γαρ υιος του ανθρωπου ουκ ηλθεν ψυχας ανθρωπων απολεσαι αλλα σωσαι (e Ele disse: "Vocês não sabem de que espécie de espírito são; pois o Filho do homem não veio para destruir as vidas dos homens, mas para salvá-los) — omitido como nos codex Sinaiticus, C, L, Θ, Ξ, 33, 700, 892, 1241, versão em siríaco antigo (syr), copbo;[30]
- Lucas 11:4 – αλλα ρυσαι ημας απο του πονηρου (mas livra-nos do mal) omitido. A omissão é suportada pelos manuscritos: {\displaystyle {\mathfrak {P}}}75, Sinaiticus, L, f1 700 vg syrs copsa, bo, arm geo.[31]
- Lucas 23:34 – "E Jesus disse: Pai perdoa-lhes, eles não sabem o que fazem." Esta omissão é suportada pelos manuscritos {\displaystyle {\mathfrak {P}}}75, Sinaiticusa, D*, W, Θ, 0124, 1241, a, d, syrs, copsa, copbo.[32]

### Adições
No Evangelho segundo Mateus 27:49 o codex contém o texto adicionado: ἄλλος δὲ λαβὼν λόγχην ἒνυξεν αὐτοῦ τὴν πλευράν, καὶ ἐξῆλθεν ὖδορ καὶ αἳμα (e outro tomou uma lança, perfurando Seu lado, e saiu água e sangue). Esta leitura foi derivada de João 19:34, esse texto também está disponível em outros manuscritos do texto-tipo Alexandrino, os quais são: א, C, L, Γ, 1010, 1293, pc, vgmss.

## Descrições

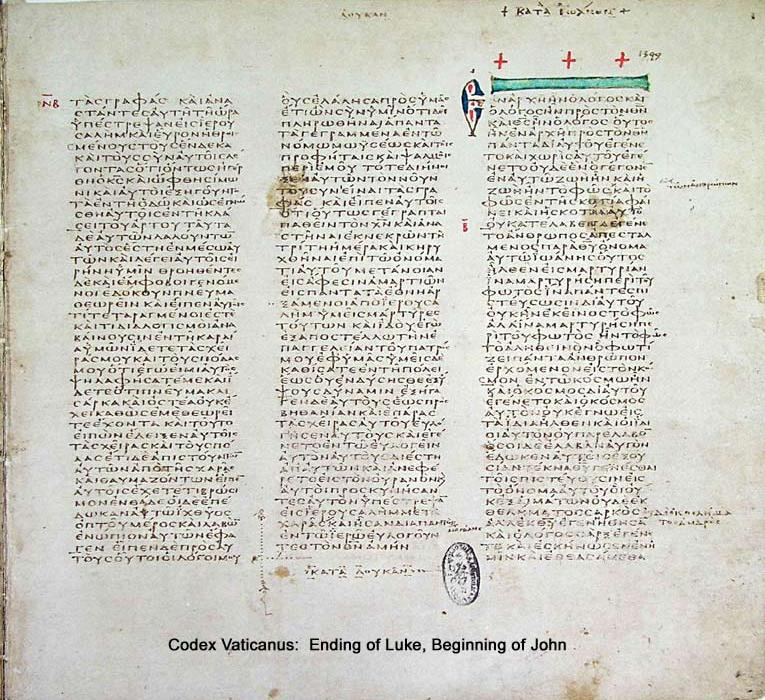
Final do Evangelho segundo Lucas e início do Evangelho segundo João na mesma página.

O manuscrito foi organizado em um volume in-quarto, arranjado em resmas de cinco folhas ou de 10 folhas cada, semelhante ao Codex Marchalianus ou Codex Rossanensis; difere do Codex Sinaiticus por ter um arranjo de quatro ou três folhas. O número de resmas é frequentemente encontrado na margem.
Originalmente deve ter sido composto de 830 folhas de pergaminho, mas parece que 71 folhas foram perdidas. Atualmente, o Antigo Testamento consiste em 617 folhas e o Novo Testamento de 142 folhas. O pergaminho é extremamente fino. O tamanho das páginas é 27 cm por 27 cm. O codex é escrito em três colunas por página, com 40–44 linhas por página, e 16–18 letras por linha. Nos livros poéticos do Antigo Testamento (AT) apenas duas colunas preenchem uma página. No Pentateuco, Josué, Juízes, Rute, e I Reis 1:1–19:11 tem 44 linhas em uma coluna; em II Crônicas 10:16–26:13 são 40 linhas em uma coluna; e no Novo Testamento são 42 linhas.
O manuscrito é um dos poucos manuscritos do Novo Testamento escrito com três colunas por página. Os outros dois codex gregos, escritos na mesma maneira são o Uncial 048 e Uncial 053. O Codex Vaticanus compreende um único volume in-quarto, contendo 759 finas e delicadas folhas de velino.
A colocação das letras no codex é pequena e bem escrita, sem ornamentação ou iniciais maiúsculas.
As letras foram organizadas em uma pequena escrita; todas as letras são equidistantes umas das outras; nenhuma palavra é separada da outra; e cada linha parece ser uma palavra longa. A pontuação é rara (acentos foram adicionados posteriormente) com exceção de alguns espaços brancos, tremas ou iotas e úpsilons, abreviações de nomina sacra, e marcações de citações do AT. As citações do Antigo Testamento foram marcadas com chevrons (>), como foi feito no Alexandrinus. Não existem iniciais maiúsculas; nem acentos; sem divisões em capítulos ou seções tal como são encontrados em manuscritos posteriores.
Os textos dos Evangelhos não são divididos conforme as Seções Amonianas, com referência aos Cânones Eusebianos, mas divididos em peculiares seções numeradas: Mateus com 170, Marcos 61, Lucas 152, e João 80. Este sistema é encontrado apenas em dois outros manuscritos, no Codex Zacynthius e no codex 579. Há dois sistemas de divisões nos Atos e nas Epístolas católicas que diferem do Euthalian Apparatus. Nos Atos dos Apóstolos estas seções são 36 (assim como nos Codex Sinaiticus, Codex Amiatinus, e Codex Fuldensis) e de acordo com o outro sistema de 69 seções. A Segunda Epístola de Pedro não tem nenhuma numeração, levando a conclusão de que o sistema de divisões data de antes da época que a Epístola passou a ser comumente considerada como canônica.

### Texto-tipo
No Antigo Testamento, o texto-tipo varia, com uma versão aceita em Ezequiel e outra rejeitada no Livro de Isaías. Em Juízes o texto-tipo difere substancialmente da maioria dos manuscritos, mas harmoniza com o latim antigo, com a versão sahídica e com Cirilo de Alexandria. Em Jó, ele tem 400 versos adicionais de Teodócio, que por sua vez, não estão em latim antigo ou em versões sahídicas. O texto do Antigo Testamento foi considerado pelos críticos, como Hort e Cornill, como sendo substancialmente parte de uma edição de Orígenes da Héxapla, concluída por ele em Cesareia e publicado como um trabalho independente, tendo também algumas partes de outras versões feitas por Eusébio e Pânfilo.
No Novo Testamento, o texto em grego do codex é um exemplo de texto-tipo Alexandrino. Aland classificou o codex na Categoria I. Nos evangelhos de Lucas e João, verificou-se que ele combina com o texto de Bodmer {\displaystyle {\mathfrak {P}}}75, que foi datado como sendo do início do século III, e, portanto, é pelo menos 100 anos mais velho que o próprio Codex Vaticanus. Isto demonstra que o Codex Vaticanus reproduz com precisão um texto muito antigo a partir desses dois livros bíblicos, reforçado então a reputação do codex entre os estudiosos bíblicos. E também sugere fortemente que pode ter sido copiado no Egito. Nas epístolas paulinas existe distintamente um elemento Ocidental.

### Leituras notáveis
Juízes 18:30 está escrito υἱὸς Μανασση (filho de Manassés), no Alexandrinus lê-se υἱοῦ Μωυσῆ (filho de Móises);
Esdras 10:22 (9:22 LXX) onde se lê Ωκαιληδος (Alexandrinus – Ωκειδηλος) por Jozabade;
Mateus 5:22 — falta-lhe a palavra εικη (sem justa causa/sem motivo), a leitura é suportada pelo {\displaystyle {\mathfrak {P}}}67, Sinaiticus, 2174, manuscritos da Vulgata, e versão etíope;
Mateus 17:23 — τη τριημερα (o terceiro dia) para τη τριτη ημερα (o terceiro dia), é uma leitura singular;
Mateus 21:31 — ὁ ὕστερος (o último) para ὁ πρῶτος (o primeiro), ὁ ἔσχατος (o último), ou ὁ δεύτερος (o segundo); ὁ ὕστερος é uma leitura singular;
Mateus 23:38 — a palavra ερημος (deserto) é omitida, como no Codex Regius, Corbeiensis II, Syriac Sinaiticus, copsa, bo;
Lucas 4:17 — ele tem variante textual καὶ ἀνοίξας τὸ βιβλίον (e abriu o livro) juntamente com os manuscritos A, L, W, Ξ, 33, 892, 1195, 1241, ℓ 547, syrs, h, pal, copsa, bo, contra a variante καὶ ἀναπτύξας τὸ βιβλίον (e desenrolou o livro) suportada pelo א, Dc, K, Δ, Θ, Π, Ψ, f1, f13, 28, 565, 700, 1009, 1010 e muitos outros manuscritos.
Lucas 6:2 — οὐκ ἔξεστιν (não é lícito) para οὐκ ἔξεστιν ποιεῖν (não é lícito fazer); a leitura só é suportada pelo {\displaystyle {\mathfrak {P}}}4, (Codex Bezae), Codex Nitriensis, 700, lat, copsa, copbo, arm, geo;
Lucas 10:42 — ολιγων δε χρεια εστιν η ενος (poucas coisas são necessárias, ou apenas uma) para ενος δε εστιν χρεια (uma coisa é necessária);
João 12:28 — que contém uma variante textual única δοξασον μου το ονομα. Esta variante não é suportada por nenhum outro manuscrito. A maioria dos manuscritos possuem o seguinte trecho no lugar dessa variante: δοξασον σου το ονομα; alguns manuscritos têm: δοξασον σου τον υιον (L, X, f1, f13, 33, 1241, pc, vg, syh mg, copbo).
João 16:27 — está πατρος (o Pai) em vez de θεου (Deus);
Atos 27:16 — καυδα (nome da ilha), esta leitura é apoiada apenas pelo {\displaystyle {\mathfrak {P}}}74, 1175, Antiga Versão Latina da Vulgata, e Peshitta.
Romanos 15:31 — δωροφορια for διακονια; a leitura é suportada pelo D e Ggr.
Efésios 2:1 — αμαρτιαις ] επιθυμιαις.
Hebreus 1:3 — é uma leirura singular φανερων τε τα παντα τω ρηματι της δυναμεως αυτου (revelou o universo pelo poder de sua palavra); todos os outros manuscritos têm φερων τε τα παντα τω ρηματι της δυναμεως αυτου (defende o universo pelo poder de sua palavra).

## Proveniência
A proveniência e início da história do codex é incerta; Hort sugere Roma, sul da Itália, como sua proveniência, Kenyon e Burkitt acreditam que a origem da obra seja de Alexandria, e T. C. Skeat aponta que a a proveniência seja Cesareia. Hort argumenta por Roma baseando-se principalmente em certas grafias dos nomes próprios, tal como Ισακ e Ιστραηλ, que mostram uma influência ocidental ou latina. Um segundo argumento é que a divisão de capítulo de Atos, similar ao do Sinaiticus e ao Vaticanus, não é encontrada em qualquer outro manuscrito grego, mas está presente em vários manuscritos da Vulgata. Robinson contraria o argumento, sugerindo que este sistema de divisões de capítulos foi introduzida na Vulgata por Jerônimo, como resultado de seus estudos em Cesareia. De acordo com Hort, o codex foi copiado de um manuscrito cujo comprimento da linha era de 12-14 letras por linha, porque onde o escriba do Codex Vaticanus fez grandes omissões, eles eram tipicamente de 12-14 letras.
Kenyon propôs que o manuscrito foi originado em Alexandria: "É digno de nota que a numeração das Epístolas Paulinas em B mostra que ele foi copiado de um manuscrito em que a Epístola aos Hebreus foi colocada entre Gálatas e Efésios, um arranjo que em outros lugares ocorre apenas na versão sahídica". Uma conexão com o Egito também é proposta, segundo Kenyon, pela ordem das Epístolas Paulinas e pelo fato de que, como no Codex Alexandrinus, os títulos de alguns dos livros contêm letras de um caráter distintamente copta, particularmente o mu copta, usado não só em títulos, mas frequentemente nos finais das linhas onde o espaço tem de ser economizado. De acordo com Metzger, "a semelhança do seu texto em porções significativas de ambos os Testamentos com as versões coptas e com papiros gregos, e o estilo de escrever (especialmente as formas coptas utilizadas em alguns dos títulos) aponta preferencialmente [sua origem] para o Egito e Alexandria".
Tem sido postulado que o manuscrito já esteve na posse do Cardeal Bessarion, pois há um texto semelhante a um dos manuscritos de Bessarion. Segundo Paul Canart, as iniciais decorativas adicionadas ao manuscrito na Idade Média são uma reminiscência de decoração constantinopolitana do século X, mas a má execução dá a impressão de que foram adicionados no século XI ou no XII, e provavelmente não antes do século XII, tendo em conta a forma como eles aparecem em conexão com as notas juntamente com uma minúscula letra no início do livro de Daniel. T. C. Skeat, um paleógrafo do British Museum, alegou que o Codex Vaticanus estava entre as 50 Bíblias que o Imperador Constantino I ordenou que Eusébio de Cesareia produzisse.
O manuscrito é datado como sendo da primeira metade do século IV e é provavelmente um pouco mais velho que o Codex Sinaiticus, que também foi transcrito no século IV. Um argumento que suporta isto, é que o Sinaiticus já tinha, naquele momento, muitas notas dos cânones de Eusébio, mas o Vaticanus não. Outro é o estilo um pouco mais arcaico do Vaticanus, e uma ausência completa de ornamentação.

## Escribas e revisores

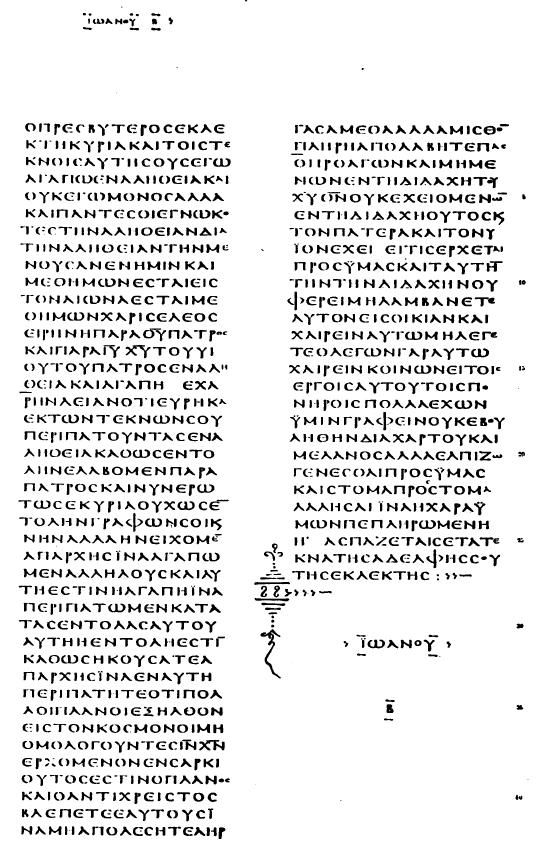
Segunda Epístola de João no codex

De acordo com Tischendorf o manuscrito foi escrito por três escribas (A, B, C), dois parecem ter escrito o Antigo Testamento, e um escreveu todo o Novo Testamento. O ponto de vista de Tischendorf foi aceito por Frederic G. Kenyon, mas contestado por T. C. Skeat, que examinou o codex mais profundamente. Skeat e outros paleógrafos contestaram a teoria do terceiro escriba de Tischendorf (C), e afirmaram que dois escribas trabalharam no Antigo Testamento (A e B) e um deles (B) escreveu o Novo Testamento. O escriba A teria escrito:
Gênesis – 1 Reis (páginas 41–334)
Salmos – Tobias (páginas 625–944)
O escriba B escreveu:
1 Reis – 2 Esdras (páginas 335–624)
Oseias – Daniel (páginas 945–1234)
Novo Testamento.
Dois revisores trabalharam no manuscrito, um (B2), contemporâneo, com os escribas, e outro (B3) em torno do século X ou XI, embora a teoria do primeiro revisor, B1, proposta por Tischendorf, foi rejeitada posteriormente por outros estudiosos. De acordo com Tischendorf, um dos escribas é idêntico a (e pode ter sido) um dos copistas do Codex Sinaiticus (escriba D), mas não há provas suficientes para a sua afirmação. Skeat concordou que o estilo de escrita é muito semelhante ao do Sinaiticus, mas não há evidências suficientes sobre as identidades dos escribas; "a identidade desses escribas tradicionais está fora de questão".
A escrita original foi refeita mais tarde por um escriba (geralmente datado do século X ou XI), e a beleza da escrita original foi estragada. Acentos e pontuação, foram adicionados mais tarde. Não há iniciais maiúsculas, nem divisões em capítulos ou seções, tal como são encontrados em manuscritos posteriores, mas existe um sistema peculiar de divisão neste manuscrito. Há uma abundância de erros itacísticos, especialmente a troca de ει por ι e αι por ε. A troca de ει por ω é menos frequente.
O manuscrito contém pequenos pontos duplos incomuns alinhados horizontalmente (chamados formalmente "distigmai" ou somente "trema") na margem das colunas, sendo dispersos em todo o Novo Testamento. Foram encontrados 795 destes pequenos pontos duplos no texto, e  também outros 40 desses pontos, mas que não foram determinados. As datas dessas marcas são disputadas entre os estudiosos aqui. Dois dos chamados distigmai podem ser vistos na margem esquerda da primeira coluna. Tischendorf refletiu sobre o seu significado, mas sem encontrar qualquer resposta. Ele apontou vários locais onde há essas marcas: no final do Evangelho de Marcos, 1 Tess 2:14; 5:28; Heb 4:16; 8:1. O significado destes tremas foi porém, reconhecido em 1995 por Philip Payne. Payne descobriu o primeiro trema enquanto estudava o trecho de 1 Cor 14.34–35 do codex. Ele sugeriu que os tremas indicam linhas onde outra variante textual era conhecida para a pessoa que escreveu os tremas, portanto, eles marcam trechos de incerteza textual.
Os mesmos tremas foram observadas no Codex Fuldensis, especialmente na seção que contém 1 Cor 14:34–35. Os tremas de dois codex, indicam uma variante dos manuscritos ocidentais, que possuem 1 Cor 14:34–35 após 1 Cor 14:40 (os manuscritos são o Claromontanus, Augiensis, Boernerianus, 88, itd, g, e alguns manuscritos da Vulgata).
Na página 1512, ao lado de Hebreus 1:3, o texto contém uma nota interessante na margem, "Enganoso e desonesto, mantenha a leitura antiga e não a mude!" – "ἀμαθέστατε καὶ κακέ, ἄφες τὸν παλαιόν, μὴ μεταποίει", o que pode sugerir uma cópia imprecisa, intencionalmente ou sem intenção, que foi um problema reconhecido no scriptorium.

## Na Biblioteca do Vaticano

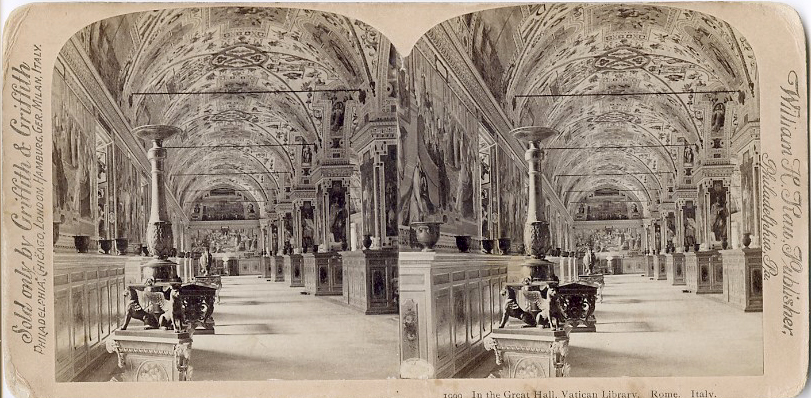
Biblioteca do Vaticano

Acredita-se que o manuscrito foi guardado em Cesareia no século VI, juntamente com o Codex Sinaiticus, uma vez que têm as mesmas divisões de capítulos em Atos. Ele foi para a Itália – provavelmente por Constantinopla – após o Concílio de Basileia-Ferrara-Florença (1438–1445).
O manuscrito foi alojado na Biblioteca do Vaticano (criada pelo Papa Nicolau V em 1448) até onde se sabe, ao qual aparece no catálogo mais antigo da biblioteca que data de 1475 (com o número de prateleira 1209). No catálogo de 1481 foi descrito como uma "Biblia in tribus columnis ex memb" ("Bíblia de velino de três colunas").

### Edições coligidas
No século XVI estudiosos tiveram conhecimento do manuscrito por consequência da correspondência entre Erasmus e os prefeitos Biblioteca do Vaticano, sucessivamente Paulus Bombasius, e Juan Ginés de Sepúlveda. Em 1521, Bombasius foi consultado por Erasmus, quanto ao fato de o codex Vaticanus conter o Comma Johanneum, e Bombasius forneceu uma transcrição de 1 João 4:1–3, e 1 João 5:7–11 para mostrar que não. Sepúlveda em 1533 checou todos os trechos onde o Novo Testamento de Erasmus (o Textus Receptus) diferem da Vulgata, e forneceu para Erasmus as 365 leituras onde o Codex Vaticanus suporta isso, embora a lista destas 365 leituras tenha se perdido. Consequentemente, o Codex Vaticanus adquiriu a reputação de ser um velho manuscrito grego que dá apoio ao texto da Vulgata, contra o Textus Receptus. Não muito mais tarde alguns estudiosos perceberam que o texto se conforma com a Vulgata, que difere do Textus Receptus – um texto que também pode ser encontrado em outros manuscritos gregos, como o Codex Regius (L), guardado na Biblioteca Real Francesa (agora Bibliothèque nationale de France).
Em 1669, Giulio Bartolocci, bibliotecário do Vaticano, coligiu o texto do codex, esse trabalho não foi publicado, e nunca foi usado até que em 1819, quando Scholz encontrou uma cópia do trabalho de Bartolocci na Biblioteca Real, em Paris. Esta obra coligida era imperfeita e foi revisada em 1862. Em 1720, Bentley, coligiu o codex, que foi revisado por Rulotta, entretanto não foi publicado até 1799. O trabalho que Bentley coligiu foi modificado por Mill, alegando que 30.000 palavras variariam no Novo Testamento, e que ele queria reconstruir o texto do Novo Testamento em sua forma inicial. Ele percebeu que entre os manuscritos do Novo Testamento, o Codex Alexandrinus era "o melhor e mais antigo [manuscrito] do mundo". Bentley percebeu a necessidade de se usar os manuscritos para reconstruir a forma mais antiga e do que a do Codex Alexandrinus. Ele supôs, que, completando este manuscrito com leituras de outros manuscritos gregos, e da Vulgata, ele poderia identificar e voltar ao texto original utilizado segundo ele, na época do Primeiro Concílio de Niceia. Por isso ele precisava de um trabalho coligido do Vaticanus. Porém, o texto da obra coligida era incompatível com o Codex Alexandrinus e ele abandonou o projeto.
Andrew Birch, coligiu o codex, em Copenhague no ano de 1798, editando variantes textuais dos Atos dos Apóstolos e das Epístolas, em 1800 editou o Livro do Apocalipse, em 1801 seu trabalho foi nos Evangelhos. Eles estavam incompletos e incluiam juntamente com as variantes textuais de outros manuscritos. Muitos deles eram falsos. Andrew Birch comentou sobre a forma como Mill e Wettstein trabalhavam, afirmando que eles falso citatur Vaticanus (citavam o Vaticanus incorretamente), e deu como exemplo Lucas 2:38 – Ισραηλ ao invés de Ιερουσαλημ. A leitura Ισραηλ pode ser encontrada no codex 130, guardada na Biblioteca do Vaticano, sob o número de prateleira Vat. gr. 359.
Antes do século XIX, nenhum estudioso tinha permissão para estudar o Codex Vaticanus, e os estudiosos não davam muito valor ao codex; na verdade suspeitou-se que o codex tinha sido interpolado pela tradição textual Latina. John Mill escreveu na obra Prolegomena (1707) que: "in Occidentalium gratiam a Latino scriba exaratum" (escrito por um escriba latino para o mundo ocidental). Ele não acreditava que haveria valeria a pena coligir o manuscrito. Wettstein teve vontade de ter acesso as leituras do codex, mas ele não pensou que elas poderiam ser alguma ajuda para ele quanto a decisões textuais difíceis. Segundo Wettstein, este codex não tinha reputação nenhuma (sed ut vel hoc constaret, Codicem nullus esse auctoris). Em 1751 Wettstein escreveu a primeira lista dos manuscritos do Novo Testamento, o Codex Vaticanus recebeu símbolo o B (por causa da sua idade) e tomou a segunda posição na lista (Alexandrinus recebeu A, Ephraemi – C, Bezae – D, etc.) até a descoberta do Codex Sinaiticus, que foi designado como ℵ.
Griesbach elaborou uma lista de nove manuscritos que foram atribuídos como sendo textos alexandrinos: C, L, K, 1, 13, 33, 69, 106, e 118. O Codex Vaticanus não está nesta lista. Na segunda edição (1796) do seu Novo Testamento em grego, Griesbach adicionou o Codex Vaticanus como tendo um texto-tipo Alexandrino em Marcos, Lucas e João. Ele ainda acreditava que a primeira metade de Mateus representava o texto-tipo Ocidental.

### Edições de texto do códice

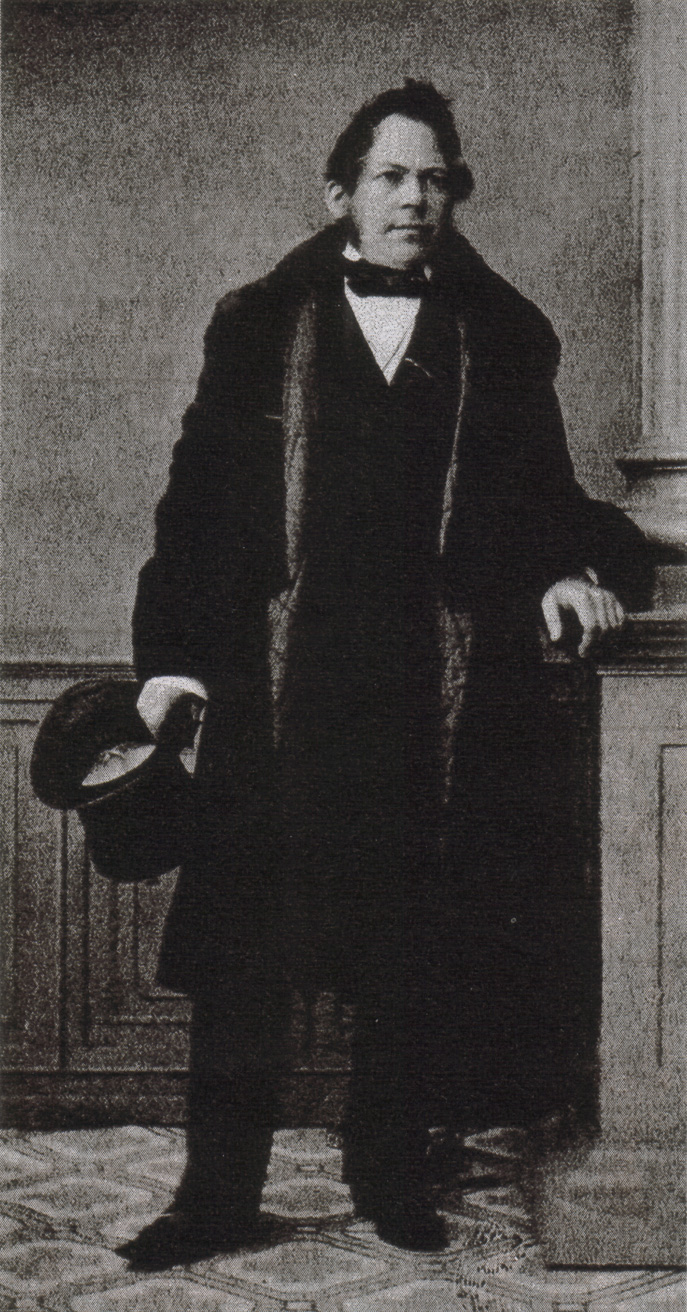
Em 1843 Tischendorf recebeu a permissão de fazer fac-símiles de alguns poucos trechos.

Em 1809 Napoleão levou o manuscrito como um troféu de vitória para Paris, mas em 1815 retornou para a Biblioteca do Vaticano. Durante esse período, em Paris, o estudante alemão Johann Leonhard Hug (1765–1846) estudou o codex. Hug examinou o codex, juntamente com outros tesouros do Vaticano, mas ele não percebeu a necessidade de um novo trabalho coligido e completo.
O Cardeal Angelo Mai preparou a primeira edição tipográfica em fac-símile entre 1828 e 1838, que não foi revelada até o ano de 1857, três anos após sua morte, e que foi considerado como uma edição insatisfatória. Foi lançado em 5 volumes, sendo que do primeiro ao quarto foram dedicados para o Antigo Testamento e o quinto volume para o Novo Testamento. Todas as lacunas do codex foram suplementadas. As lacunas nos Atos e Epístolas Paulinas foram adicionadas através do codex Vaticanus 1761, o texto inteiro do Apocalipse foi retirado do Vaticanus 2066 e o texto de Marcos 16:8–20 do Vaticanus Palatinus 220. Partes não incluídas para o codex tais como as passagens de Mateus 12:47; Marcos 15:28; Lucas 22:43–44; 23:17.34; João 5:3.4; 7:53–8:11; 1 Pedro 5:3; 1 João 5:7 foram suplementadas de edições impressas gregas. O número de erros foi extraordinariamente alto, e também não tiveram atenção para distinguir leituras da primeira escrita com a dos corretores. Não houve exame detalhado das características do manuscrito. Como consequência, esta edição foi considerada inadequada para fins de crítica. Uma edição melhorada foi publicada em 1859, que se tornou a fonte no Novo testamento de Bultmann de 1860.
Em 1843 Tischendorf obteve permissão para fazer um fac-símile de alguns trechos, em 1844 Eduard de Muralt teve contato com o codex, e em 1845 S. P. Tregelles teve permissão para observar alguns pontos que Muralt havia negligenciado. Ele frequentemente tem contato com o codex, mas "com essas restrições era impossível fazer mais do que examinar leituras específicas."

"Eles não deixaram-me abri-lo sem olhar em meus em meus bolsos, e privando-me de caneta, tinta, e papel; e ao mesmo tempo dois prelados mantinham-me em constante conversação em latim, e se eu olhasse para uma passagem por muito tempo, eles retiravam o livro da minha mão".

Tregelles saiu de Roma após cinco meses sem realizar o seu objeto. Durante uma grande parte do século XIX, as autoridades da Biblioteca do Vaticano obstruíram estudiosos que desejavam estudar o códice detalhadamente. Henry Alford em 1849 escreveu: "Ele nunca foi publicado em fac-símile (!) nem nunca foi completamente coligido (!!).” Scrivener comentou em 1861:

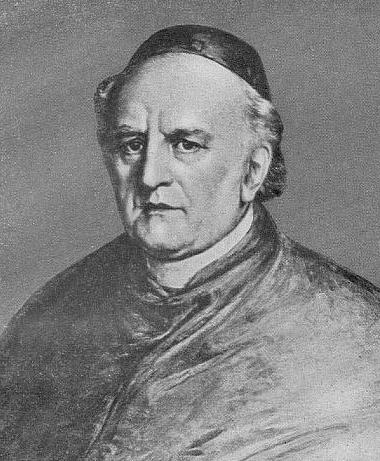
Angelo Mai preparou a primeira edição em fac-simile do texto do Novo Testamento do codex (publicado postumamente)

"O Codex Vaticanus 1209 é provavelmente o mais antigo manuscrito de velino na existência, e é a glória da grande Biblioteca do Vaticano em Roma. Para estas fontes legítimas de profundo interesse deve ser adicionado a curiosidade quase romântica que tem sido estimulada com a vigilância ciumenta dos guardiões oficiais, daqueles que com um zelo honesto para a sua preservação segura parecem terem agora degenerado em uma espécie de obstinação caprichosa, e que tem demonstrado uma estranha incapacidade para fazer eles mesmos o uso adequado de um tesouro que eles dificilmente permitem que outros façam mais do que contemplar". Ele (...) "é tão zelosamente guardado pelas autoridades papais que visitantes comuns veem nada mais do que a encadernação vermelha".

Thomas Law Montefiore (1862):

"A historia do Codex Vaticanus B, N°. 1209, é a história em miniatura do ciúme papista e exclusividade." 

Burgon obteve permissão para examinar o codex por uma hora e meia em 1860, consultando 16 passagens diferentes. Burgon foi um defensor do Texto-tipo Bizantino e na opinião dele o codex Vaticanus, bem como os Codex Sinaiticus e o Codex Bezae, são um dos documentos mais corruptos existentes. Ele sentiu que os três codex "demonstravam claramente um texto 'fabricado' – é o resultado da arbitrariedade e recensão imprudente." Os dois mais respeitados destes três codex, א e B, ele compara as "duas testemunhas falsas" de Mateus 26:60.

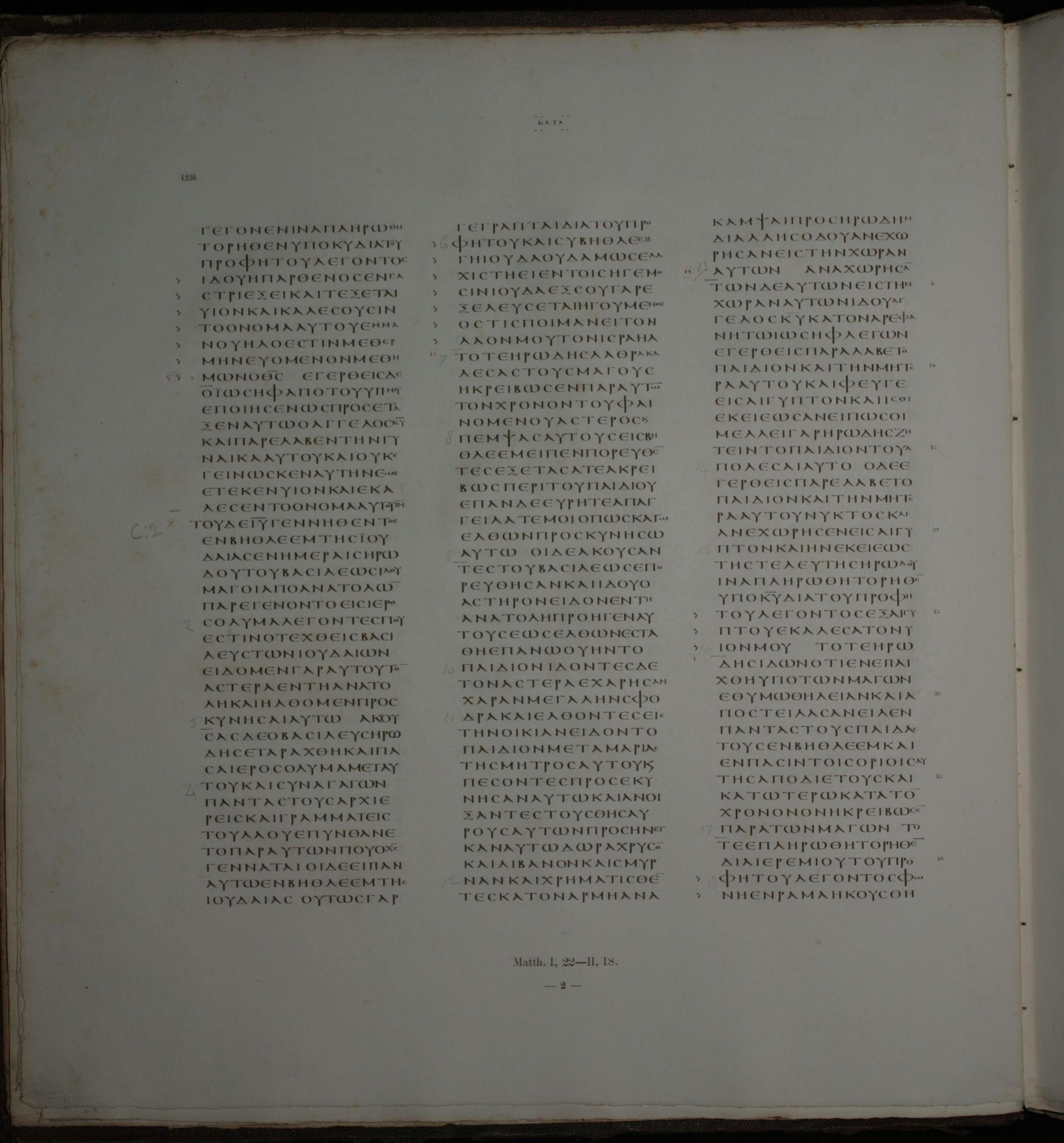
Vaticanus in fac-símile edition (1857), página com texto de Mateus 1:22–2:18

Em 1861, Henry Alford coligiu e verificou passagens duvidosas (em várias coligições imperfeitas), que ele publicou em edições fac-símile completa de erros. Até ele começar seu trabalho ele encontrou obstáculos inesperados: Ele recebeu uma ordem especial do Cardeal Antonelli "per verificare", para verificar passagens, mas essa licença foi interpretada pelo bibliotecário para dizer que ele foi ver o livro, mas não o utilizar. Em 1862, o secretário de Alford, Mr. Cure, continuou o trabalho de Alford. Por alguma razão não muito clara, as autoridades da Biblioteca do Vaticano colocavam obstáculos contínuos no caminho de todos que desejavam estudar o codex detalhadamente. Em 1867 Tischendorf publicou o texto do Novo Testamento do codex com base na edição de Angelo Mai. Foi a primeira edição perfeita do texto do manuscrito, mas na verdade foi a única coligição completa e exata.
Em 1868–1881 C. Vercellone, Giuseppe Cozza-Luzi, e G. Sergio publicaram uma edição completa do codex em 6 volumes (Novo Testamento no volume V; Prolegomena no volume VI). Um fac-símile tipográfico surgiu entre 1868 e 1872. Em 1889–1890 um fac-símile fotográfico de todo o manuscrito foi feito e publicado pela Cozza-Luzi, em três volumes. Outro fac-símile do texto do Novo Testamento foi publicado em 1904–1907 em Milão. Como resultado, o Codex tornou-se amplamente disponível.
Em 1999, o Istituto Poligrafico e a Zecca della Stato in Rome (a Tipografia do Estado Italiano e Casa da Moeda) publicaram uma edição limitada, colorida em escala exata fac-símile do Codex Vaticanus. O fac-símile reproduz de forma fiel as características das páginas do manuscrito original, completa com a forma característica individual de cada página, incluindo buracos no velino. Tem um volume denominado Prolegomena encadernado em couro com impressões feitas de ouro e prata. Sendo que esse volume possui 74 páginas.

## Importância
O Codex Vaticanus é um dos mais importantes textos manuscritos da Septuaginta e Novo Testamento grego, é um exemplo importante de texto-tipo Alexandrino. Foi usado por Westcott e Hort na edição do O Novo Testamento no Grego Original (1881), e foi a base para o texto. Todas as edições críticas do Novo Testamento publicadas após o trabalho de Westcott e Hort foram baseadas mais nos textos dos Evangelhos do Codex Vaticanus do que dos textos do Sinaiticus, com apenas a exceção das edições de Hermann von Soden o qual foram usados mais os textos do Codex Sinaiticus. Todas as edições de Nestle-Aland se mantém próximo das características textuais para os textos de Westcott-Hort, o que significa que Vaticanus foi a base para a tradução.
Segundo a opinião geralmente aceita dos críticos textuais, o codex é a testemunha mais importante do texto dos Evangelhos, nos Atos e Epístolas Católicas, com uma importância igual a do Codex Sinaiticus, embora ele incorpore nas epístolas paulinas algumas leituras ocidentais e o valor do texto seja um pouco menor do que o do Codex Sinaiticus. Infelizmente, o manuscrito não está completo. Aland observou: "B é de longe o mais significativo do unciais".

## Leitura complementar

### Edições em fac-simile do codex
- Tischendorf, Constantin von (1867). Novum Testamentum Vaticanum. Lipsiae: Giesecke & Devrient
- Vercellonis, Carlo & Giuseppe Cozza-Luzi (1868). Bibliorum Sacrorum Graecus Codex Vaticanus. Roma: [s.n.]
- Bibliorum Scriptorum Graecorum Codex Vaticanus 1209. Milan: [s.n.] 1904–1907
- Bibliorum Sacrorum Graecorum Codex Vaticanus B. Roma: Istituto Poligrafico e Zecca dello Stato. 1999

### Textual character of the codex
- Hoskier, Herman C. (1914). Codex B and Its Allies, a Study and an Indictment. [S.l.]: London, 1–2 volumes
- Kubo, S. (1965). P72 and the Codex Vaticanus. Col: S & D XXVII. [S.l.]: Salt Lake City
- Martini, C. M. (1966). Il problema della recensionalità del Codice B alla luce del papiro Bodmer XIV (P75). Col: Analecta biblica. [S.l.]: Roma
- Voelz, James W. (2005). The Greek of Codex Vaticanus in the Second Gospel and Marcan Greek. Col: Novum Testamentum 47, 3, pp. 209–249. [S.l.: s.n.]

### "Umlauts"
- Miller, J. Edward (2003). Some Observations on the Text-Critical Function of the Umlauts in Vaticanus, with Special Attention to 1. Corinthians 14.34–35. Col: JSNT 26, pp. 217–236 [Miller disagrees with Payne on several points. He notes and uses this website.] [S.l.: s.n.]
- Payne, Philip B. and Paul Canart (2000). The Originality of Text-Critical Symbols in Codex Vaticanus (PDF). Col: Novum Testamentum Vol. 42, Fasc. 2, pp. 105–113. [S.l.: s.n.]
- Payne, Philip B. and Paul Canart (2004). The Text-Critical Function of the Umlauts in Vaticanus, with Special Attention to 1 Corinthians 14.34–35: A Response to J. Edward Miller. Col: JSNT 27, pp. 105–112 [The combination of a bar plus umlaut has a special meaning]. [S.l.: s.n.]
- Amphoux, Christian–B. (2007). Codex Vaticanus B: Les points diacritiques des marges de Marc (PDF). Col: Journal of Theological Studies vol. 58 (2007), pp. 440–466. [S.l.: s.n.] Consultado em 15 de novembro de 2014. Arquivado do original (PDF) em 30 de julho de 2009

### Outros
- Streeter, Burnett Hillman (1924). The Four Gospels. A Study of Origins the Manuscripts Tradition, Sources, Authorship & Dates. Oxford: MacMillan and Co Limited
- Metzger, Bruce M. (1991). Manuscripts of the Greek Bible: An Introduction to Greek Palaeography. New York – Oxford: Oxford University Press
- Sagi, Janko (1872). Problema historiae codicis B. [S.l.]: Divius Thomas

Para mais bibliografia veja: J. K. Elliott, A Bibliography of Greek New Testament Manuscripts (Cambridge University Press: 1989), pp. 34–36.

### Typographical facsimile (1868)
- Center for the Study of NT Manuscripts. Codex Vaticanus
- Codex Vaticanus NT Edition in PDF format. 16MB download

### Documenta Catholica Omnia
- Recensio Codice Vaticano – Documenta Catholica Omnia (2006)
- Codex Vaticanus grecus 1209 Biblioteca Apostolica Vaticana.

### Artigos
- Waltz, Robert (2003). «An Introduction to New Testament Textual Criticism». A Site Inspired By: The Encyclopedia of New Testament Textual Criticism. Consultado em 25 de dezembro de 2010 |capítulo= ignorado (ajuda)
- Universität Bremen Descrição detalhada do "Codex Vaticanus" com muitas imagens e discussões sobre os "umlauts".
- Der "Codex Vaticanus" – ("B") EFG Berlin Hohenstaufenstr (2006) (em alemão)